# Diplomatfrakke
En diplomatfrakke er en herrefrakke med knælange skøder (eller skåret lige over knæet), der går hele vejen rundt. Frakken var populær i victoriansk- og edvardiansk tid. En dobbeltradet diplomatfrakke hedder også en Prins Albert efter dronning Victorias mand Albert. Diplomatfrakken er figursyet, har lange ærmer og en enkelt slids bagpå. Andre træk er atypiske for victoriansk mode: den omvendte krave, revers med yderdelen i et andet stof (der sys fast på frakken). Taljen sys med en horisontal søm i begge sidestykker og med ekstra stykker stof over taljen som modtræk til den naturlige drapering, der ellers opstår.
Kjolefrakke og jaket, de andre knælange frakker, har en søm i taljen, men skøderne har et andet snit. Diplomatfrakken er den eneste af dem, der har ægte knapper foran: (jaketten har kun én, og kjolefrakkens knapper er kun til pynt).
Diplomatfrakken blev brugt som formel beklædning i stedet for jakkesæt. En diplomatfrakke var dobbeltradet med spids revers. En mere uformel diplomatfrakke var enkeltradet med hakrevers. Sammen med jakkesæt og jaket blev diplomatfrakken brugt som hverdagsdragt for herrer. Efter første verdenskrig blev jakkesættet den primære hverdagsdragt, mens jaketten blev mere formel og brugt ved bryllupper. Diplomatfrakken gik af mode.
Diplomatfrakken bæres typisk med sorte eller stribede bukser uden opslag, vest, hvid skjorte og høj hat.